# Johnson Outboards
Johnson Outboards var en amerikansk tillverkare av utombordsmotorer, som grundades 1903 av de fyra bröderna Louis, Harry, Julius och Clarence Johnson.
Johnson inombords- och utombordsmotorer tillverkades först av Johnson Brothers Motor Company i Terre Haute, Indiana i USA. De började bygga tvåtakts inombordsmotorer 1903 i en lada vid familjens hus, och också båtar till motorerna. År 1908 tillverkade de V4-, V6-, V8- och V12-motorer för fartyg och flygplan. År 1910 byggde de det första envingade flygplanet i USA. År 1912 hade deras V12-motor en effekt på 180 hk. Samma år totalförstördes fabriken av hårda regn, översvämningar och en tornado. Bröderna Johnsson startade om först i South Bend, Indiana och senare i Waukegan, Illinois.
Från 1922 tillverkade företaget Johnson-utombordsmotorn, som var byggd huvudsakligen i aluminium. Vid mitten av 1920-talet var försäljningen större än Evinrudes. 
Johnson Outboards köptes 1935 av Outboard Marine Corporation. OMC gick i konkurs 2000. Företagssnamnet har sedan 2001 ägts av Bombardier Recreational Products, men slutade användas 2007. 

## Bildgalleri

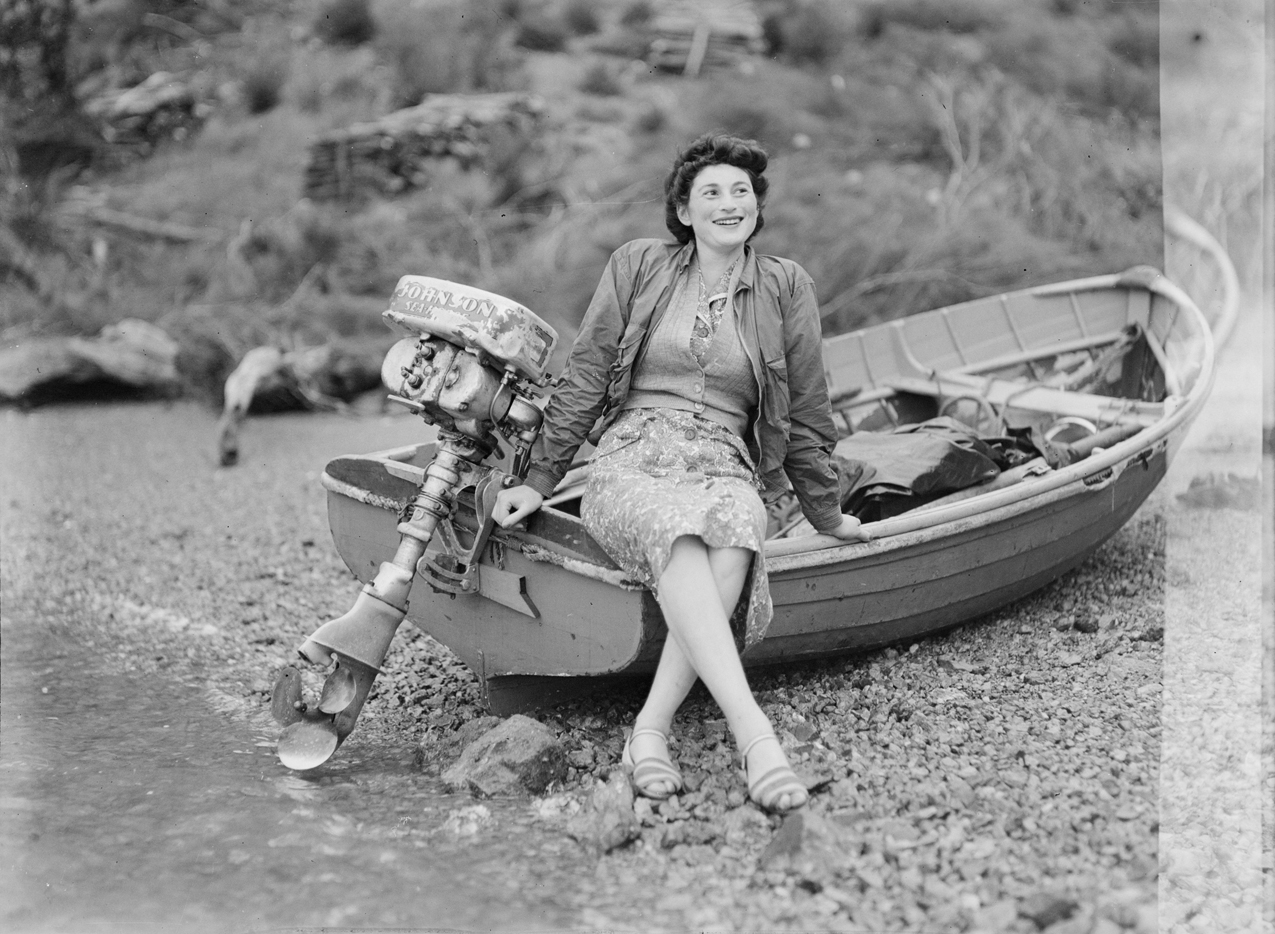
Posering vid utombordsmotor, 1950-tal
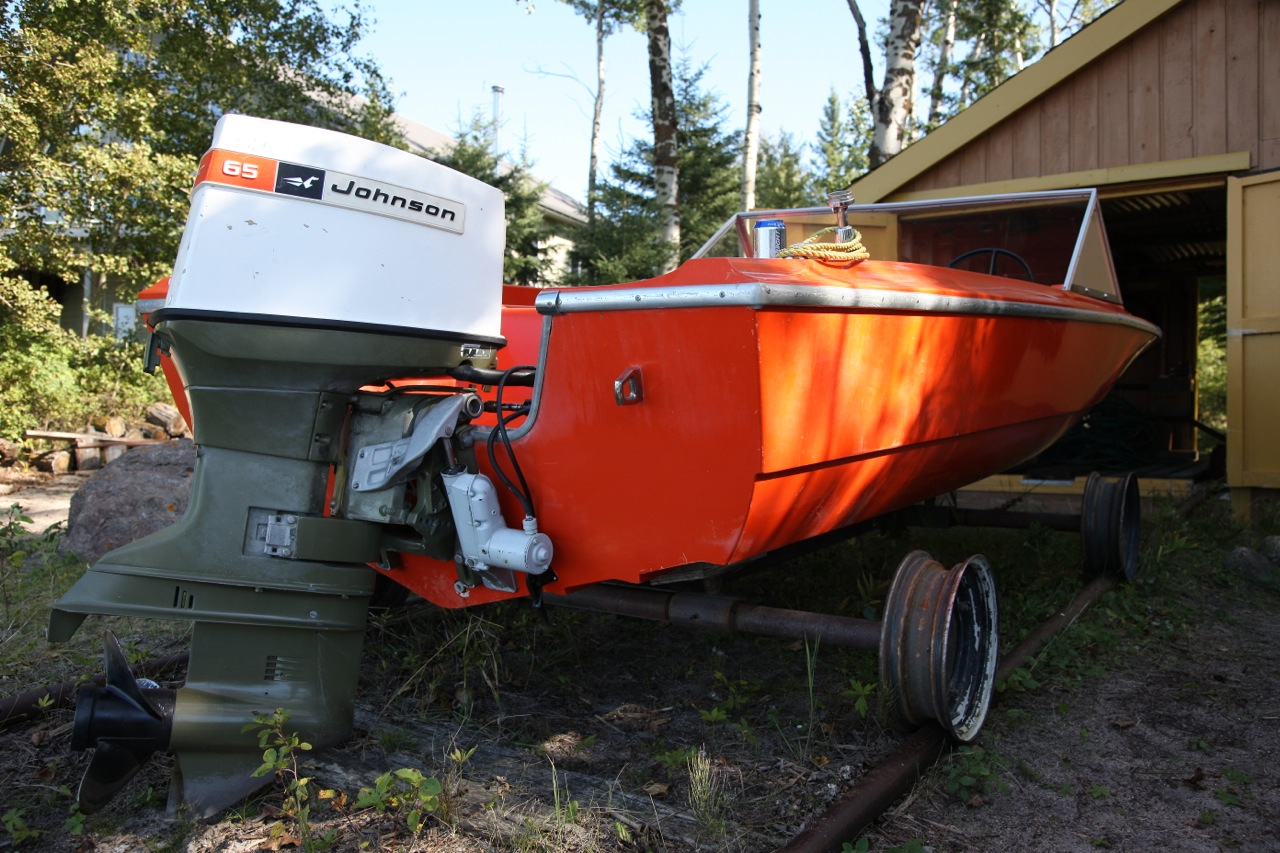
Johnson 65 hk utombordare, 1972